# Scintharista lithophila
Scintharista lithophila är en insektsart som beskrevs av Nicholas David Jago 1962. Scintharista lithophila ingår i släktet Scintharista och familjen gräshoppor. Inga underarter finns listade i Catalogue of Life.